# George Brodrick (3e vicomte Midleton)
Pour les articles homonymes, voir George Brodrick et Brodrick.
George Brodrick, 3e vicomte Midleton (3 octobre 1730 - 22 août 1765) est un noble britannique.

## Biographie
Il est le fils d'Alan Brodrick (2e vicomte Midleton), et de Mary Capell, deuxième fille d'Algernon Capell (2e comte d'Essex). Les Brodricks sont une famille anglaise établie en Irlande au milieu du XVIIe siècle. Son grand-père Alan Brodrick (1er vicomte Midleton), devient Lord Chancelier d'Irlande. George II est parrain au baptême de Brodrick .

## Carrière

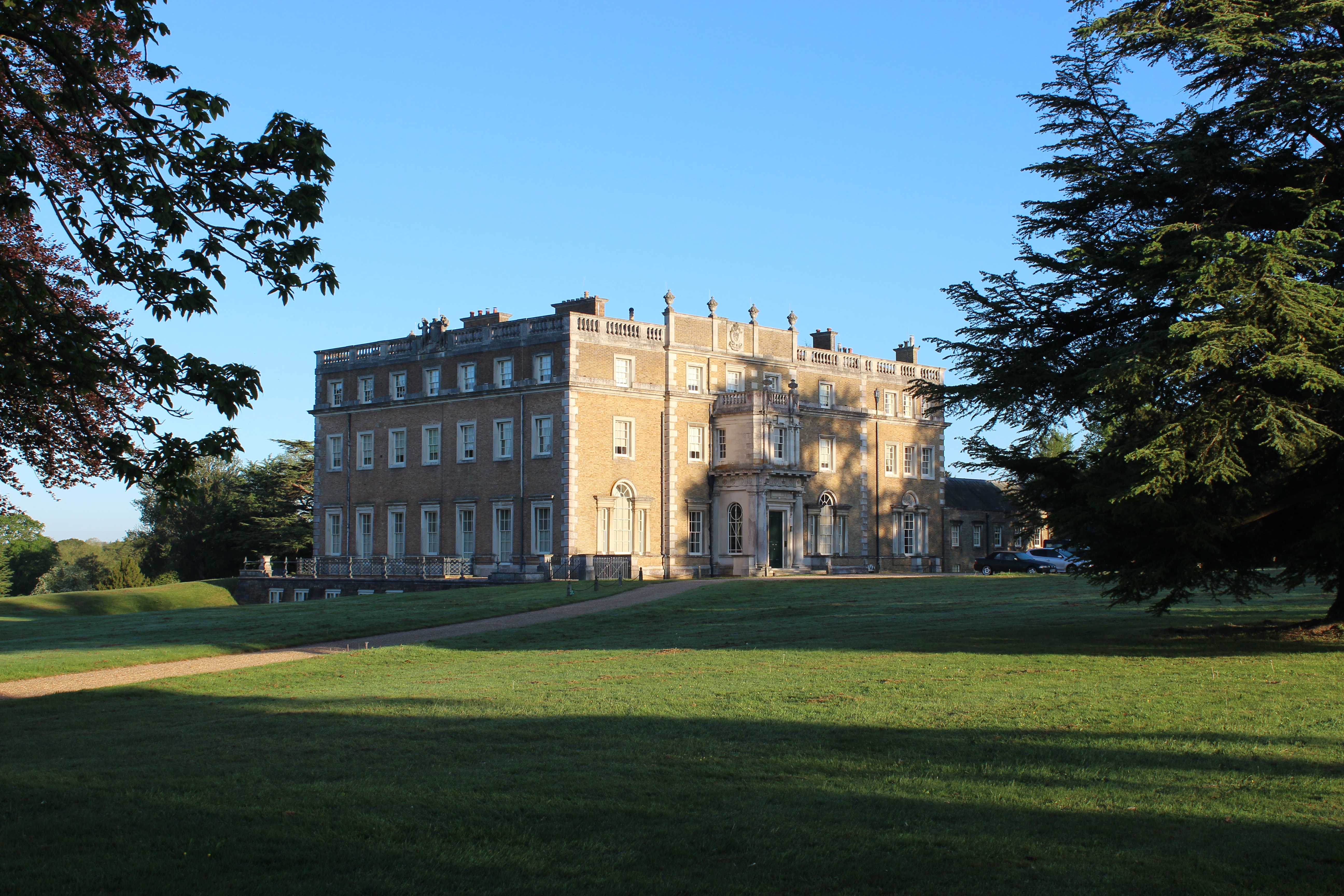
Peper Harow House

Il fait ses études au collège d'Eton entre 1742 et 1745. Il est whig et siège à la Chambre des communes en tant que député d'Ashburton entre 1754 et 1761 et de Shoreham entre 1761 et 1765 .
En 1762, il charge William Chambers de construire un château sur son domaine, à Peper Harow, dans le Surrey. Il est décédé avant la fin des travaux et son fils l'achève lorsqu'il devient majeur. La maison est maintenant un bâtiment classé Grade I.
Il meurt d'un abcès à la rate le 22 août 1765 et est enterré six jours plus tard à Wandsworth.

## Famille
Brodrick épouse le 1er mai 1752 Albinia, fille de Thomas Townshend (député) d'Albinia (fille de John Selwyn de Matson, Gloucestershire). Ils ont six fils:
- George Brodrick (4e vicomte Midleton)
- Thomas Brodrick (17 avril 1756 - 13 janvier 1795), sous-secrétaire au Home Department
- Charles Brodrick (3 mai 1761 - 6 mai 1822), archevêque de Cashel
- William Brodrick (1763-1819) (14 février 1763 - 29 avril 1819), député de Whitchurch
- John Brodrick (3 novembre 1765 - 9 octobre 1842), général et gouverneur de la Martinique [3]